# Pálos monostor (Sajólád)
Az egykori pálos monostort a Czudar család tagjai, Czudar Péter, István és György alapították az 1387-ben a pálosoknak adott ládi földjükön.

## Története
Lád falut 1373-ban Nagy Lajos király adományozta Czudar Péternek. Pár évvel később, 1387-ban Czudar Péter, István és György a pálos remetéknek adták Ládon szerzett földjüket, megígérve egyúttal, azt is, hogy ott Sarlós Boldogasszony tiszteletére monostort alapítanak. A pálosok egyúttal megkapták Keresztúr falut is, valamint mellette még többek között Emődön és Mályiban szőlőket, Szederkényben halastavat is. 
A monostor templomát 1423-ban János egri segédpüspök szentelte fel, a templom két oltárát Szent Jakab, Szent Simon és Júdás apostolok tiszteletére, Szentlélek-kápolnáját három oltárral, a temetőt és a klastrom folyosóját Szent Miklós oltárával. 
A monostor kerengőjének építését a Czudarok segítségével 1461-ben János generális perjel fejezte be. 
A monostort a későbbiekben is gazdagították a különböző földesúri családok adományai, mely által a békés fejlődés közel másfél századon keresztül tartott.
1506-ban itt tett szerzetesi fogadalmat Martinuzzi Fráter György, később ládi perjel és vikárius, váradi püspök is. 
A monostort 1536 húsvét táján Serédi Gáspár felső-magyarországi főkapitány emberei kifosztották, elraboltak 40 szekér bort és élelmiszert. 
1559 eleje körül pedig Perényi Gábor foglalta el. Ezután a monostor hamarosan elnéptelenedett, de a rend megőrizte birtokjogát. 
A monostor birtokai a 16-17. században bérlők kezére kerültek: 1570-ben Bélai Imre újhelyi és ládi vikárius csoltói Basó Mihálynak adta bérbe. 1570-1643 között nem lakták szerzetesek. 1611-ben Szentiványi Zsigmondot, az új bérlőt a nádor kötelezte, hogy a megerősített monostorban 6 lovast és 10 gyalogost tartson.
1643-ban 2, 1704-ben 4 szerzetes élt a klastromban.

## Újjáépítés
A sajóládi pálos monostor újjáépítését a  17-18. században több rendi kormányzó is szorgalmazta, végül 1716-1720 között középkori helyén építették újjá, a régi alapokon barokk stílusban, új tornya 1769-ben készült el. 
A templom helyreállítását 1716-ban kezdték el, 1726-ban orgonát kapott, 1735-ben elkészült a szekérhíd a Sajón, 1737-ban fejezték be az új emeletes klastrom épületét. 1770-ben pedig elkészült a nyugati templomtorony is. 
Az 1786-os föloszlatáskor 12 szerzetes lakta a monostort, majd a Vallásalap lett a kegyúr, a templom és a plébánia az egyházmegye birtokába került. 
A klastrom nyugati szárnyát valamikor 1906 előtt lebontották.

## Az épületegyüttes leírása
Az egykor kétemeletes monostor szabályos négyszög (quadrum) alaprajzú volt, a belső  kolostorudvarral együtt, melyből mára már csak az épület keleti szárnya áll.     
Az épületegyüttes eredetileg körülbelül 50 x 40 méteres zárt épülettömböt alkotott. 
A templom nyugati oldalának főhomlokzatán a bejárat fölötti pálos jelképekkel ellátott címer ábrázolása: két kőoroszlán tekint egy pálmafára. 
A templom jelenlegi főoltára 19. századi alkotás, Mária és Erzsébet találkozásának jelenetét ábrázolja.  
A 18. századi gazdag berendezésből ma már csak két intarziás stallum és a faragott padsorok  maradtak  meg. A templom mennyezetfreskóival egységes, impozáns látványt nyújt.